# Rozkłady liter w Scrabble

Kompletny zestaw płytek w polskiej wersji Scrabble

Ta lista przedstawia rozkłady liter w Scrabble w różnych językach. Każda wersja językowa używa innego rozkładu liter, patrząc zarówno na liczbę, jak i wartość litery, ponieważ częstotliwość każdej litery jest inna w każdym języku.

## Afrikaans
Wersja po afrykanersku ma 102 płytki:
- 0 punktów: blank ×2
- 1 punkt:  E ×16, A ×9, I ×8, D ×6, N ×8, O ×6, R ×6, S ×6, T ×6
- 2 punkty: G ×4, H ×3, L ×3
- 3 punkty: K ×3, W ×3
- 4 punkty: M ×2, U ×2, Y ×2
- 5 punktów: P ×2, V ×2
- 8 punktów: B ×1, F ×1
- 10 punktów: J ×1

W tej wersji nie ma liter C, Q, X i Z. Litery X i Z można zagrać blankiem, ale nie można nim zagrać liter C ani Q.

## Angielski
W wersji angielskiej jest 100 płytek. Rozkład został zmodyfikowany od wersji stworzonej przez Alfreda Buttsa w 1938 roku:
- 0 punktów: blank ×2
- 1 punkt: E ×12, A ×9, I ×9, O ×8, R ×6, N ×6, T ×6, L ×4, S ×4, U ×4
- 2 punkty: D ×4, G ×3
- 3 punkty: B ×2, C ×2, M ×2, P ×2
- 4 punkty: F ×2, H ×2, V ×2, W ×2, Y ×2
- 5 punktów: K ×1
- 8 punktów: J ×1, X ×1
- 10 punktów: Q ×1, Z ×1

W 2004 stworzono Super Scrabble, grę na licencji Mattela z planszą o 21×21 polach i 200 płytkami (ekwiwalentem dwóch standardowych zestawów płytek).

## Arabski
Wersja arabska ma 100 płytek:
- 0 punktów: blank ×2
- 1 punkt: ﺍ (alif) ×8, ﻝ (lam) ×4, ﺝ (jim) ×4, ح (ha) ×3, ﺥ (kha) ×3, ﻡ (mim) ×3, ﻥ (nun) ×3, ﻩ (ha) ×3, ﻭ (waw) ×3, ﻯ (ya) ×3
- 2 punkty: ﺏ (ba) ×4, ﺭ (ra) ×3, ﺯ (zay) ×3, ﺕ (ta) ×4, ﺩ (dal) ×3, ﺫ (dhal) ×3, ﺱ (sin) ×3, ﺵ (chin) ×3, ﺙ (tha) ×3, ﻑ (fa) ×3, ﻕ (qa) ×3
- 3 punkty: ﺹ (sad) ×3, ﺽ (dad) ×3, ﻉ (ayn) ×3, ﻙ (kaf) ×3, ﻁ (ta) ×2
- 5 punkty:  ﻅ (dha) ×2
- 6 punkty: ئ (ya hamza) ×2
- 8 punkty: ﻍ (ghayn) ×2, ء (hamza) ×2
- 10 punktów: أ (alif hamza) ×2, ؤ (waw hamza) ×2

Chociaż arabskie litery mogą mieć do czterech form, w Scrabble używa się zawsze formy izolowanej danej litery.

## Baskijski
Euskarbel jest nieoficjalną baskijską wersją Scrabble z 100 płytkami.
- 0 punktów: blank ×2
- 1 punkt: A ×14, E ×12, I ×9, N ×8, O ×6, T ×6, U ×6
- 2 punkty: K ×5, R ×5
- 3 punkty: D ×4
- 4 punkty: B ×3, Z ×3
- 5 punktów: G ×2, H ×2, L ×2, S ×2
- 8 punktów: J ×1, M ×1, P ×1, RR ×1, TS ×1, TX ×1, TZ ×1
- 10 punktów: F ×1, X ×1

Liter C, Ç, Ñ, Q, V, W i Y brakuje, ponieważ używa się ich tylko w wyrazach obcych w języku baskijskim.

## Bułgarski
Wersja bułgarska, używająca cyrylicy, ma 102 płytki:
- 0 punktów: blank ×3
- 1 punkt: А ×9, О ×9, Е ×8, И ×8, Т ×5, Н ×4, П ×4, Р ×4, С ×4
- 2 punkty: В ×4, М ×4, Б ×3, Д ×3, К ×3, Л ×3
- 3 punkty: Г ×3, Ъ ×2
- 4 punkty: Ж ×2, З ×2
- 5 punktów: У ×3, Ч ×2, Я ×2, Й ×1, Х ×1
- 8 punktów: Ц ×1, Ш ×1, Ю ×1
- 10 punktów: Ф ×1, Щ ×1, Ь ×1

## Chorwacki
W wersji chorwackiej są 103 płytki:
- 0 punktów: blank ×2
- 1 punkt: A ×11, I ×10, E ×9, O ×9, N ×6, R ×5, S ×5, T ×5, J ×4, U ×4
- 2 punkty: K ×3, M ×3, P ×3, V ×3
- 3 punkty: D ×3, G ×2, L ×2, Z ×2, B ×1, Č ×1
- 4 punkty: C ×1, H ×1, LJ ×1, NJ ×1, Š ×1, Ž ×1
- 5 punktów: Ć ×1
- 8 punktów: F ×1
- 10 punktów: DŽ ×1, Đ ×1

Ô, Q, W, X i Y brakuje, ponieważ język chorwacki prawie* ich nie używa. 
*Dotyczy liter Ô i W, które występują tylko w chorwackiej Wikipedii.
Ô w słowie "kôd", a W w nazwie "Wikipedija"

## Czeski
Wersja czeska ma 100 płytek:
- 0 punktów: blank ×2
- 1 punkt: O ×6, A ×5, E ×5, N ×5, I ×4, S ×4, T ×4, V ×4, D ×3, K ×3, L ×3, P ×3, R ×3
- 2 punkty: C ×3, H ×3, Í ×3, M ×3, U ×3, Á ×2, J ×2, Y ×2, Z ×2
- 3 punkty: B ×2, É ×2, Ě ×2
- 4 punkty: Ř ×2, Š ×2, Ý ×2, Č ×1, Ů ×1, Ž ×1
- 5 punktów: F ×1, G ×1, Ú ×1
- 6 punktów: Ň ×1
- 7 punktów: Ó ×1, Ť ×1
- 8 punktów: Ď ×1
- 10 punktów: X ×1

Liter Q i W nie ma na żadnej płytce, ponieważ istnieją tylko w wyrazach obcych. Prawdopodobnie X też nie powinno być w rozkładzie, ale występuje częściej niż Q i W.

## Duński
W wersji duńskiej jest 100 płytek:
- 0 punktów: blank ×2
- 1 punkt: E ×9, A ×7, N ×6, R ×6
- 2 punkty: D ×5, L ×5, O ×5, S ×5, T ×5
- 3 punkty: B ×4, I ×4, K ×4, F ×3, G ×3, M ×3, U ×3, V ×3
- 4 punkty: H ×2, J ×2, P ×2, Y ×2, Æ ×2, Ø ×2, Å ×2
- 8 punktów: C ×2, X ×1, Z ×1

Q i W są używane w języku duńskim, ale bardzo rzadko, więc nie ma dla tych liter ani jednej płytki.
C, X i Z są częstsze od tych liter,
a więc są w rozkładzie.

## Esperanto
Skrablo jest nieoficjalną esperancką wersją Scrabble (reguły gry), która używa 100 płytek:
- 0 punktów: blank ×2
- 1 punkt: A ×8, E ×8, I ×8, O ×8, N ×6, R ×6, S ×6, L ×4, T ×4, U ×4
- 2 punkty: K ×4, M ×4, D ×3, J ×3, P ×3
- 3 punkty: F ×2, G ×2, Ĝ ×2, V ×2
- 4 punkty: B ×2, Ĉ ×2, C ×1, Ŝ ×1
- 5 punktów: Z ×1
- 8 punktów: H ×1, Ŭ ×1
- 10 punktów: Ĥ ×1, Ĵ ×1

Liter Q, W, X i Y brakuje, ponieważ w języku esperanto tych liter się nie używa.

## Estoński
Wersja estońska ma 102 płytki:
- 0 punktów: blank ×2
- 1 punkt: A ×10, E ×9, I ×9, S ×8, T ×7, K ×5, L ×5, O ×5, U ×5
- 2 punkty: D ×4, M ×4, N ×4, R ×2
- 3 punkty: G ×2, V ×2
- 4 punkty: B ×1, H ×2, J ×2, Õ ×2, P ×2
- 5 punktów: Ä ×2, Ü ×2
- 6 punktów: Ö ×2
- 8 punktów: F ×1
- 10 punktów: Š ×1, Z ×1, Ž ×1

Liter C, Q, W, X i Y brakuje, ponieważ się ich używa tylko w wyrazach obcych/nazwach własnych w języku estońskim. C i Y są możliwe do reprezentowania blankami, jednak Q, W i X nie są. Liter F, Š, Z i Ž też nie powinno być w zestawie, ale w nim występują, aby móc zagrać wyrazy obce.

## Fiński
Wersja fińska ma 100 płytek:
- 0 punktów: blank ×2
- 1 punkt: A ×10, I ×10, N ×9, T ×9, E ×8, S ×7
- 2 punkty: K ×5, L ×5, O ×5, Ä ×5
- 3 punkty: U ×4, M ×3
- 4 punkty: H ×2, J ×2, P ×2, R ×2, V ×2, Y ×2
- 7 punktów: D ×1, Ö ×1
- 8 punktów: B ×1, F ×1, G ×1
- 10 punktów: C ×1

Liter Q, Š, W, X, Z, Ž, i Å brakuje, ponieważ język fiński prawie ich nie używa. Liter B, C, F i G (poza digrafem NG) też nie powinno być w zestawie, ale w nim są, bo za pomocą nich można ułożyć wyrazy obce, lub F w niektórych zachodnich dialektach.

## Francuski
Wersja francuska ma 102 płytki:
- 0 punktów: blank ×2

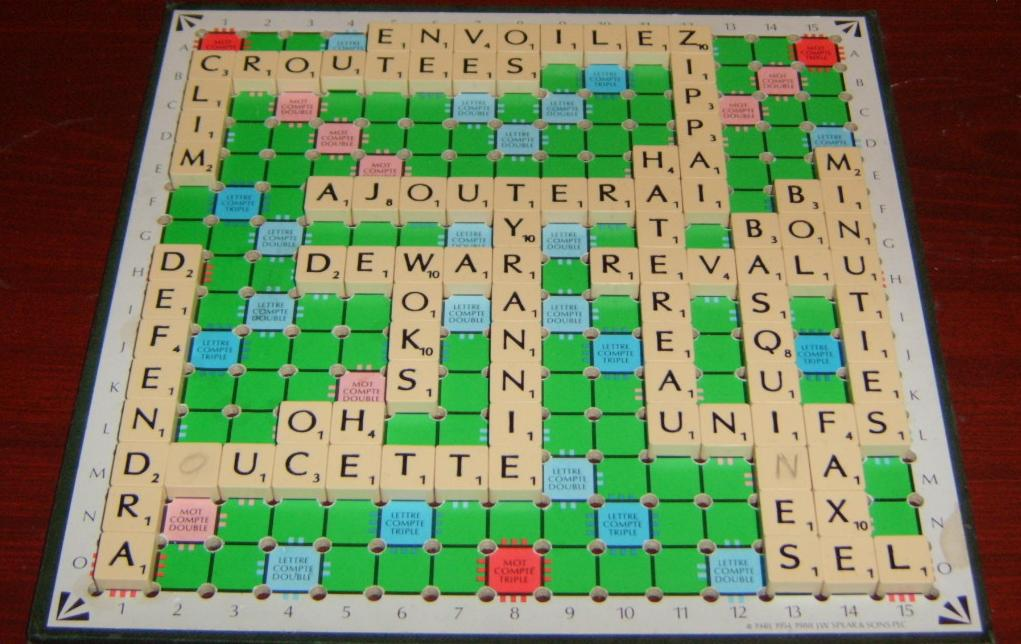
Partia Scrabble po francusku

- 1 punkt: E ×15, A ×9, I ×8, N ×6, O ×6, R ×6, S ×6, T ×6, U ×6, L ×5
- 2 punkty: D ×3, M ×3, G ×2
- 3 punkty: B ×2, C ×2, P ×2
- 4 punkty: F ×2, H ×2, V ×2
- 8 punktów: J ×1, Q ×1
- 10 punktów: K ×1, W ×1, X ×1, Y ×1, Z ×1

Znaki diakrytyczne są ignorowane.

## Grecki
Wersja grecka ma 104 płytki:
- 0 punktów: blank ×2
- 1 punkt: Α (alfa) ×12, Ε (epsilon) ×8, Ι (iota) ×8, Τ (tau) ×8, Η (eta) x7,  Σ (sigma) ×7, Ν (nu) ×6, Ο (omikron) ×6
- 2 punkty: Κ (kappa) ×4, Π (pi) ×4, Ρ (ro) ×5, Υ (ypsilon) ×4
- 3 punkty: Λ (lambda) ×3, Μ (mu) ×3, Ω (omega) ×3
- 4 punkty: Γ (gamma) ×2, Δ (delta) ×2
- 8 punktów: Β (beta) ×1, Φ (fi) ×1, Χ (chi) ×1
- 10 punktów: Ζ (zeta) ×1, Θ (theta) ×1, Ξ (ksi) ×1, Ψ (psi) ×1

## Hebrajski
Wersja hebrajska ma 104 płytki w oficjalnej wersji Mattela:
- 0 punktów: blank ×2
- 1 punkt: ו (vav) ×12, י (yod) ×10, ת (tav) ×9, ה (heh) ×8, ר (resh) ×8
- 2 punkty: א (aleph) ×6, ל (lamed) ×6, מ (mem) ×6, ש (shin/sin) ×6
- 3 punkty: ד (dalet) ×4, נ (noun) ×4
- 4 punkty: ב (beth/veth) ×4, ח (khet) ×3, פ (peh/feh) ×3, ק (qof) ×3
- 5 punktów: ג (guimel) ×2, כ (kaf/khaf) ×2, ע ('ayin) ×2
- 8 punktów: ז (zayin) ×1, ט (thet) ×1, ס (samekh) ×1, צ (tsade) ×1

W tej wersji zawsze używa się formy końcowej danej litery (poza literami ך‎, ‎ם, ‎ן ,‎ף i ‎ץ, które takiej formy nie mają). Poza tym Hasbro wydało w Ameryce Północnej wersję z innymi wartościami i częstotliwością liter.

## Hiszpański

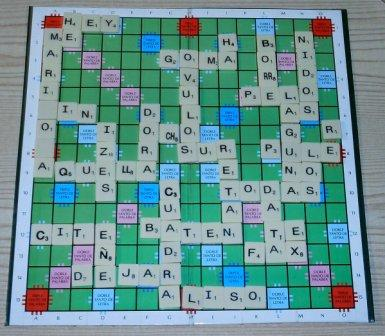
Partia Scrabble po hiszpańsku

W wersji hiszpańskiej (kastylijskiej) jest 100 płytek, łącznie z dwuznakami CH, RR i LL, których nie można zagrać pojedynczymi literami.
- 0 punktów: blank ×2
- 1 punkt: A ×12, E ×12, O ×9, I ×6, S ×6, N ×5, R ×5, U ×5, L ×4, T ×4
- 2 punkty: D ×5, G ×2
- 3 punkty: C ×4, B ×2, M ×2, P ×2
- 4 punkty: H ×2, F ×1, V ×1, Y ×1
- 5 punktów: CH ×1, Q ×1
- 8 punktów: J ×1, LL ×1, Ñ ×1, RR ×1, X ×1
- 10 punktów: Z ×1

Liter K i W brakuje, ponieważ się tych liter używa tylko w wyrazach obcych. Blanków nie można użyć do ich zagrania.
Gry po hiszpańsku sprzedawane w Ameryce Północnej przez Hasbro mają zmodyfikowany rozkład z 103 płytkami. Zmieniono w nich liczbę płytek dla liter A, B, D, E, F, J, M, O, R, S, U i V i wartości C, J i Q. Dodano również K i W (obie za 8 punktów) i usunięto CH.
- 0 punktów: blank ×2
- 1 punkt: A ×11, E ×11, O ×8, S ×7, I ×6, U ×6, N ×5, L ×4, R ×4, T ×4
- 2 punkty: C ×4, D ×4, G ×2
- 3 punkty: B ×3, M ×3, P ×2
- 4 punkty: F ×2, H ×2, V ×2, Y ×1
- 6 punktów: J ×2
- 8 punktów: K ×1, LL ×1, Ñ ×1, Q ×1, RR ×1, W ×1, X ×1
- 10 punktów: Z ×1

## Irlandzki
Wersja irlandzka ma 100 płytek:
- 0 punktów: blank ×2
- 1 punkt: A ×13, H ×10, I ×10, N ×7, R ×7, E ×6, S ×6
- 2 punkty: C ×4, D ×4, L ×4, O ×4, T ×4, G ×3, U ×3
- 4 punkty: F ×2, M ×2, Á ×2, Í ×2
- 8 punktów: É ×1, Ó ×1, Ú ×1
- 10 punktów: B ×1, P ×1

J, K, Q, V, W, X, Y i Z są używane rzadko w języku irlandzkim, więc nie mają ani jednej płytki.

## Islandzki
Wersja islandzka ma 104 płytki:
- 0 punktów: blank ×2
- 1 punkt: A ×10, I ×8, N ×8, R ×7, E ×6, S ×6,  U ×6, T ×5
- 2 punkty: Ð ×5, G ×4, K ×3, L ×3, M ×3
- 3 punkty: F ×3, O ×3, H ×2, V ×2
- 4 punkty: Á ×2, D ×2, Í ×2, Þ ×1
- 5 punktów: J ×1, Æ ×1
- 6 punktów: B ×1, É ×1, Ó ×1
- 7 punktów: Ö ×1, Y ×1
- 8 punktów: P ×1, Ú ×1
- 9 punktów: Ý ×1
- 10 punktów: X ×1

C, Q, W i Z nie mają płytek, ponieważ język islandzki tych liter nie używa.

## Kataloński
Wersja katalońska ma 100 płytek:
- 0 punktów: blank ×2

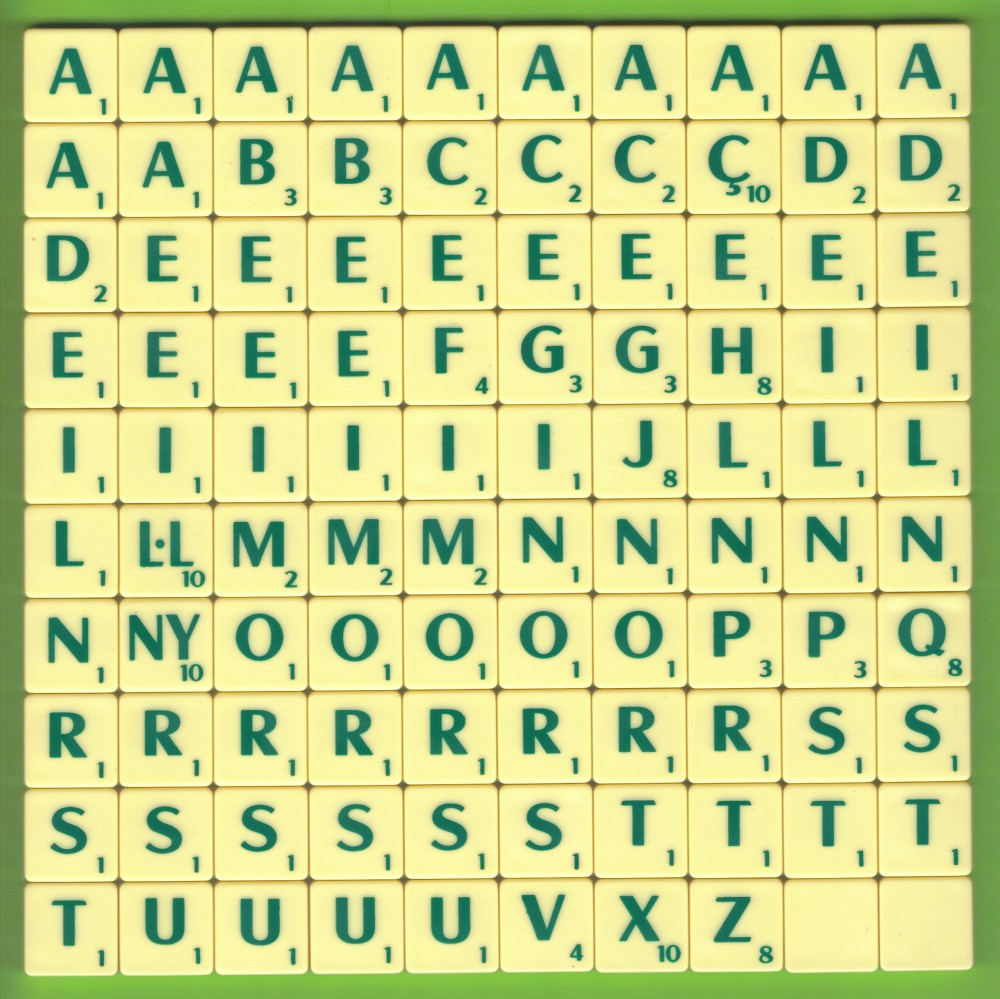
Tabliczki w katalońskiej wersji Scrabble

- 1 punkt: E ×13, A ×12, I ×8, R ×8, S ×8, N ×6, O ×5, T ×5, L ×4, U ×4
- 2 punkty: C ×3, D ×3, M ×3
- 3 punkty: B ×2, G ×2, P ×2
- 4 punkty: F ×1, V ×1
- 8 punktów: H ×1, J ×1, Q ×1, Z ×1
- 10 punktów: Ç ×1, L·L ×1, NY ×1, X ×1

K, W i Y brakuje, ponieważ w języku katalońskim tych liter się używa tylko w wyrazach obcych, lub, w przypadku Y, w digrafie NY. Blanków nie można użyć do zagrania żadnej z tych trzech liter.
Gracze często układają digraf QU, pomijając literę U. Dlatego w wersji Super Scrabble, która ma 200 płytek, Q jest zastąpione digrafem QU, ponieważ w języku katalońskim po Q zawsze następuje U, a wartości dwóch specjalnych tabliczek, Ç i L·L, zwiększono odpowiednio do 12 i 15 punktów.

## Litewski
Wersja litewska ma 104 płytki:
- 0 punktów: blank ×2
- 1 punkt: I ×11, A ×9, R ×9, E ×6, L ×6, S ×6, O ×5, T ×5, U ×5, N ×4, Ą ×1
- 2 punkty: K ×4, D ×3, M ×3, P ×3, B ×2, G ×2, Ę ×1
- 3 punkty: Ė ×2, Š ×2, Ų ×1
- 4 punkty: J ×2, Į ×1, V ×1, Ž ×1
- 5 punktów: Ū ×1, Z ×1
- 6 punktów: Y ×1
- 7 punktów: C ×1, Č ×1
- 10 punktów: F ×1, H ×1

Liter Q, W i X nie ma na żadnej płytce, ponieważ język litewski nie używa tych liter. F i H też nie powinno być w rozkładzie, ale występują w wyrazach obcych, a więc są w rozkładzie.

## Łaciński
Wersja łacińska ma 100 płytek:
- 0 punktów: blank ×2
- 1 punkt: E ×12, A ×9, I ×9, V ×9, S ×8, T ×8, R ×7, O ×5
- 2 punkty: C ×4, M ×4, N ×4, D ×3, L ×3
- 3 punkty: Q ×3
- 4 punkty: B ×2, G ×2, P ×2, X ×2
- 8 punktów: F ×1, H ×1

Liter K, Y i Z nie ma na żadnej płytce, ponieważ tych liter się używa bardzo rzadko w łacińskim. Litery I i J są grane jako I, a U i V jako V. W też brakuje, ponieważ łacina używa tej litery tylko w najnowszych zapożyczeniach.
Łacińska wersja Scrabble jest sprzedawana przez Tinderbox Games. Rozkład liter został określony przez Centre for Medieval Studies na Uniwersytecie w Toronto.

## Łotewski
Wersja łotewska ma 104 płytki.
- 0 punktów: blank ×2
- 1 punkt: A ×11, I ×9, S ×8, E ×6, T ×6, R ×5, U ×5
- 2 punkty: Ā ×4, K ×4, M ×4, N ×4, L ×3, P ×3
- 3 punkty: D ×3, O ×3, V ×3, Z ×2
- 4 punkty: Ē ×2, Ī ×2, J ×2
- 5 punktów: B ×1, C ×1, G ×1
- 6 punktów: Ņ ×1, Š ×1, Ū ×1
- 8 punktów: Ļ ×1, Ž ×1
- 10 punktów: Č ×1, F ×1, Ģ ×1, H ×1, Ķ ×1

Liter Ō, Ŗ, UO, CH (tylko w słowach obcych) nie ma na żadnej płytce, ponieważ są to przestarzałe litery w niektórych dialektach, ale nie w standardowym języku. Litery Y też nie ma, ponieważ jest używana tylko w zapożyczeniach w języku łotewskim, ale nie ma jej w standardowym języku. Liter F i H też powinno brakować z powodu występowania tylko w wyrazach obcych, ale są w standardowym języku, więc są w rozkładzie liter.

## Malajski
Wersja malajska ma 100 płytek:
- 0 punktów: blank ×2
- 1 punkt: A ×19, N ×8, E ×7, I ×7, K ×6, U ×6, M ×5, R ×5, T ×5
- 2 punkty: L ×4, S ×4
- 3 punkty: G ×4, B ×3, D ×3
- 4 punkty: H ×2, O ×2, P ×2
- 5 punktów: J ×1, Y ×1
- 8 punktów: C ×1, W ×1
- 10 punktów: F ×1, Z ×1

Liter Q, V i X nie ma na żadnej płytce, ponieważ język malajski tych liter nie używa.

## Niderlandzki
Wersja niderlandzka ma 102 płytki:
- 0 punktów: blank ×2
- 1 punkt: E ×18, N ×10, A ×6, O ×6, I ×4
- 2 punkty: D ×5, R ×5, S ×5, T ×5
- 3 punkty: G ×3, K ×3, L ×3, M ×3, B ×2, P ×2
- 4 punkty: U ×3, F ×2, H ×2, J ×2, V ×2, Z ×2
- 5 punktów: C ×2, W ×2
- 8 punktów: X ×1, Y ×1
- 10 punktów: Q ×1

Do marca 1998 była różnica między wersją niderlandzką a flamandzką: w wersji niderlandzkiej były dwie płytki IJ za 4 punkty, jedno F, cztery S, a G było za 2 punkty. Od tego czasu wersja niderlandzka i flamandzka są identyczne (IJ musi być ułożone dwiema płytkami).

## Niemiecki
W wersji niemieckiej są 102 płytki:
- 0 punktów: blank ×2
- 1 punkt: E ×15, N ×9, S ×7, I ×6, R ×6, T ×6, U ×6, A ×5, D ×4
- 2 punkty: H ×4, G ×3, L ×3, O ×3
- 3 punkty: M ×4, B ×2, W ×1, Z ×1
- 4 punkty: C ×2, F ×2, K ×2, P ×1
- 6 punktów: Ä ×1, J ×1, Ü ×1, V ×1
- 8 punktów: Ö ×1, X ×1
- 10 punktów: Q ×1, Y ×1

Litery ß brakuje, bo jej majuskuła nie istniała w Unikodzie przed 2017 rokiem, a także samej litery się nie używa w Szwajcarii i Liechtensteinie. Zamiast tego trzeba ułożyć dwie osobne litery S (np. Straße jako STRASSE). Liter Ä, Ö i Ü nie można zastępować odpowiednio AE, OE czy UE.
Przed 1990 rokiem zestawy miały następujące 119 płytek. Każdy gracz miał wtedy na swoim stojaku po osiem płytek zamiast siedmiu.
- 0 punktów: blank ×2
- 1 punkt: E ×16, N ×10, S ×8, I ×9, R ×7, U ×6, A ×6, D ×6
- 2 punkty: H ×5, G ×3, L ×4, O ×4, T ×5, W ×2, C ×4
- 3 punkty: M ×4, B ×2, Z ×2, K ×2, F ×3
- 4 punkty: P ×1, V ×1
- 5 punktów: Ü ×1
- 6 punktów: Ä ×1, J ×1
- 8 punktów: Ö ×1, X ×1
- 10 punktów: Q ×1, Y ×1

## Norweski
Wersja norweska ma 100 płytek:
- 0 punktów: blank ×2
- 1 punkt: E ×9, A ×7,  N ×6, R ×6, S ×6, T ×6, D ×5, I ×5, L ×5
- 2 punkty: F ×4, G ×4, K ×4, O ×4, M ×3
- 3 punkty: H ×3
- 4 punkty: B ×3, U ×3, V ×3, J ×2, P ×2, Å ×2
- 5 punktów: Ø ×2
- 6 punktów: Y ×1, Æ ×1
- 8 punktów: W ×1
- 10 punktów: C ×1

Liter Q, X i Z nie ma na żadnej płytce, ponieważ się ich używa rzadko w języku norweskim. Te litery, a także Ä, Ö i Ü, które są w niewielu norweskich słowach, można zagrać blankiem.

## Ormiański
ԲԱՈ ԽԱՆ (bao khagh, dosł. "gra słów") jest nieoficjalną ormiańską wersją gry Scrabble z 146 płytkami. Poza tym każdy gracz ma 9 płytek na swoim stojaku, a plansza ma wielkość 17×17 pól.
- 0 punktów: blank ×3
- 1 punkt: Ա (ayb) ×18, Ե (yech) ×10, Ի (ini) ×10, Կ (ken) ×7, Ն (nu) ×7, Ո (vo) ×8, Ս (seh) ×6
- 2 punkty: Է (eh) ×4, Հ (ho) ×4, Մ (men) ×4, Յ (yi) ×4, Պ (peh) ×4, Տ (tioun) ×5, Ր (reh) ×5, Ւ (hioun) ×5
- 3 punkty: Բ (ben) ×3, Գ (gim) ×3, Դ (da) ×3, Լ (lioun) ×4, Վ (vew) ×2, Ք (k'eh) ×3
- 4 punkty: Խ (kheh) ×2, Շ (sha) ×2, Ռ (rra) ×2
- 5 punktów: Թ (t'o) ×2, Ծ (tsa) ×2, Ղ (ghat) ×2, Ց (c'o) ×2
- 6 punktów: Զ (za) ×1, Ճ (cheh) ×1, Չ (ch'a) ×1, Ջ (jneh) ×1
- 8 punktów: Ժ (zhe) ×1, Ձ (dza) ×1, Փ (p'iour) ×1, Օ (o) ×1
- 10 punktów: Ը (ët') ×1, Ֆ (feh) ×1

Litery և brakuje, ale można ją ułożyć jako ligaturę Ե i Ւ.

## Polski
Wersja polska ma 100 płytek:
- 0 punktów: blank ×2
- 1 punkt: A ×9, I ×8, E ×7, O ×6, N ×5, Z ×5, R ×4, S ×4, W ×4
- 2 punkty: Y ×4, C ×3, D ×3, K ×3, L ×3, M ×3, P ×3, T ×3
- 3 punkty: B ×2, G ×2, H ×2, J ×2, Ł ×2, U ×2
- 5 punktów: Ą ×1, Ę ×1, F ×1, Ó ×1, Ś ×1, Ż ×1
- 6 punktów: Ć ×1
- 7 punktów: Ń ×1
- 9 punktów: Ź ×1

Rozkład liter sprzed 2000 r. miał osiem A, dwa F za 4 punkty, a Ź było za 7 punktów.
Liter Q, V i X nie ma na żadnej płytce, ponieważ polszczyzna tych liter używa bardzo rzadko i tylko w zapożyczeniach. Blank nie może reprezentować żadnej z tych liter.

## Portugalski
Wersja portugalska ma 120 płytek:
- 0 punktów: blank ×3
- 1 punkt: A ×14, I ×10, O ×10, S ×8, U ×7, M ×6, R ×6, E ×5, T ×5
- 2 punkty: C ×4, P ×4, D ×5, L ×5
- 3 punkty: N ×4, B ×3, Ç ×2
- 4 punkty: F ×2, G ×2, H ×2, V ×2
- 5 punktów: J ×2
- 6 punktów: Q ×1
- 8 punktów: X ×1, Z ×1

Choć Ç jest osobną płytką, inne znaki diakrytyczne są ignorowane. Liter K, W i Y nie ma na żadnej płytce, ponieważ język portugalski używa ich tylko w wyrazach obcych. Sam język nie uważał ich za oficjalne litery przed 2009 rokiem.

## Rosyjski
Starsza rosyjska wersja Scrabble, sprzedawana w Związku Socjalistycznych Republik Radzieckich miała 126 płytek:
- 0 punktów: blank ×2
- 1 punkt: О ×11, Е ×10, И ×10, А ×9, Н ×6, Р ×6, Т ×6,  В ×5, С ×5
- 2 punkty: Д ×4, К ×4, Л ×4, М ×4, П ×4, У ×4
- 3 punkty: Я ×4, Б ×3, Г ×3, Ë ×3, Ь ×2
- 4 punkty: Й ×2, Ы ×2
- 5 punktów: Ж ×2, З ×2, Х ×1, Ц ×1, Ч ×1
- 8 punktów: Ш ×1, Э ×1, Ю ×1
- 10 punktów: Ф ×1, Щ ×1, Ъ ×1

Wersja sprzedawana od 1990 r. ma 104 płytki:
- 0 punktów: blank ×2
- 1 punkt: О ×10, А ×8, Е ×8, И ×5, Н ×5, Р ×5, С ×5, Т ×5, В ×4
- 2 punkty: Д ×4, К ×4, Л ×4, П ×4, У ×4, М ×3,
- 3 punkty: Б ×2, Г ×2, Ь ×2, Я ×2, Ë ×1
- 4 punkty: Ы ×2, Й ×1
- 5 punktów: З ×2, Ж ×1, Х ×1, Ц ×1, Ч ×1
- 8 punktów: Ш ×1, Э ×1, Ю ×1
- 10 punktów: Ф ×1, Щ ×1, Ъ ×1

## Rumuński
Wersja rumuńska ma 100 płytek:
- 0 punktów: blank ×2
- 1 punkt: I ×11, A ×10, E ×9, T ×7, N ×6, R ×6, S ×6, C ×5, L ×5, U ×5
- 2 punkty: O ×5, P ×4
- 3 punkty: D ×4
- 4 punkty: M ×3, F ×2, V ×2
- 5 punktów: B ×2
- 6 punktów: G ×2
- 8 punktów: H ×1, Z ×1
- 10 punktów: J ×1, X ×1

Wcześniejsza wersja miała tyle samo liter, w tym samym rozkładzie, ale B było za 8 punktów, a O było za 1 punkt.
Pierwsza wersja sprzed 1982 r. ma 100 płytek:
- 0 punktów: blank ×2
- 1 punkt: A ×11, I ×10, E ×9, R ×7, T ×7, N ×6, U ×6, C ×5, O ×5, S ×5, L ×4
- 2 punkty: D ×4, P ×4
- 4 punkty: M ×3
- 8 punktów: F ×2, V ×2
- 9 punktów: B ×2, G ×2
- 10 punktów: H ×1, J ×1, X ×1, Z ×1

Liter K, Q, W i Y brakuje, ponieważ język rumuński ich używa tylko w wyrazach obcych (blanki mogą je zastępować). Litery ze znakami diakrytycznymi, czyli Ă, Â, Î, Ṣ i Ṭ są grane jako A, A, I, S i T. Prawdopodobnie X też nie ma w tym języku, ale jest w zestawie, aby można było zagrać wyrazy obce.

## Słowacki
Wersja słowacka, sprzedawana przed 2013 r., miała 100 płytek:
- 0 punktów: blank ×2
- 1 punkt: A ×9, O ×9, E ×8, I ×5, N ×5, R ×4, S ×4, T ×4, V ×4
- 2 punkty: M ×4, D ×3, K ×3, L ×3, P ×3
- 3 punkty: J ×2, U ×2
- 4 punkty: B ×2, H ×1, Y ×1, Z ×1, Á ×1, C ×1
- 5 punktów: Č ×1, Ž ×1, Š ×1, Í ×1, Ý ×1
- 7 punktów: Ľ ×1, Ť ×1, É ×1, Ú ×1
- 8 punktów: Ď ×1, F ×1, G ×1, Ň ×1, Ô ×1
- 10 punktów: Ĺ ×1, Ŕ ×1, X ×1, Ä ×1, Ó ×1

Liter Q, W, Ě, Ö, Ř, i Ü nie ma na żadnej płytce, ponieważ tych liter się używa tylko w wyrazach obcych. Litery X też prawdopodobnie nie powinno być, ale jest częstsza od tych liter, a więc jest w rozkładzie.
Od 2013 r. sprzedaje się na Słowacji nową, 112-płytkową wersję:
- 0 punktów: blank × 2
- 1 punkt: O ×10, A ×9, E × 8, I ×6, N ×5, S ×5, V ×5, T ×4
- 2 punkty: R ×5, K ×4, L ×4, D ×3, M ×3, P ×3, U ×3, Á ×2, B ×2, J ×2, Y ×2, Z ×2
- 3 punkty: C ×1, Č ×1, É ×1, H ×1, Í ×1, Š ×1, Ú ×1, Ý ×1, Ž ×1
- 4 punkty: Ť ×1
- 5 punktów: Ľ ×1
- 6 punktów: F ×1, G ×1
- 7 punktów: Ň ×1, Ô ×1
- 8 punktów: Ä ×1, Ď ×1, Ó ×1
- 9 punktów: Ĺ ×1, Ŕ ×1, X ×1
- 10 punktów: Q ×1, W ×1

Liter Q, W i X prawdopodobnie nie powinno być na żadnej płytce, ale wytwórca gry zdecydował się na ich umieszczenie w rozkładzie. Slovenský spolok Scrabble nie zaleca kupowania nowej wersji, ponieważ płytki i ich wartości punktowe nie zgadzają się z ich częstotliwością w języku słowackim.

## Słoweński
Wersja słoweńska ma 100 płytek:
- 0 punktów: blank ×2
- 1 punkt: E ×11, A ×10, I ×9, O ×8, N ×7, R ×6, S ×6, J ×4, L ×4, T ×4
- 2 punkty: D ×4, V ×4
- 3 punkty: K ×3, M ×2, P ×2, U ×2
- 4 punkty: B ×2, G ×2, Z ×2
- 5 punktów: Č ×1, H ×1
- 6 punktów: Š ×1
- 8 punktów: C ×1
- 10 punktów: F ×1, Ž ×1

Liter Q, W, X i Y nie ma na żadnej płytce, ponieważ w tym języku są nieużywane.

## Szwedzki
Wersja szwedzka ma 100 płytek:
- 0 punktów: blank ×2

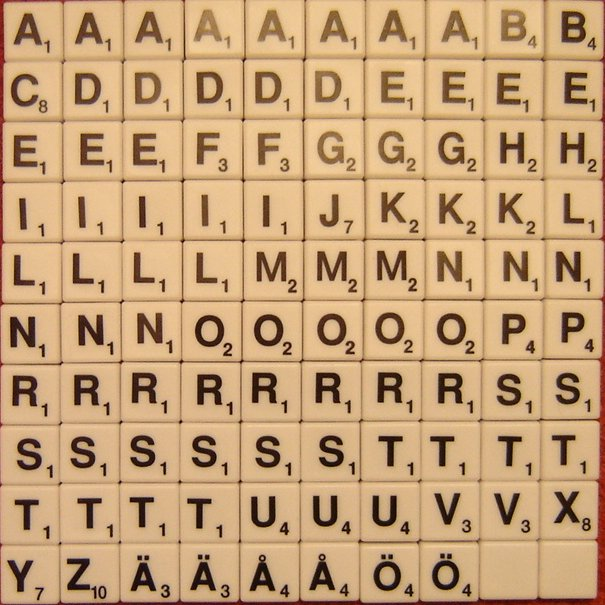
Płytki w szwedzkiej wersji Scrabble.

- 1 punkt: A ×8, R ×8, S ×8, T ×8, E ×7, N ×6, D ×5, I ×5, L ×5
- 2 punkty: O ×5, G ×3, K ×3, M ×3, H ×2
- 3 punkty: Ä ×2, F ×2, V ×2
- 4 punkty: U ×3, B ×2, Ö ×2, P ×2, Å ×2
- 7 punktów: J ×1, Y ×1
- 8 punktów: C ×1, X ×1
- 10 punktów: Z ×1

Choć litery Å, Ä i Ö są reprezentowane przez osobne litery, inne znaki diakrytyczne są ignorowane. Ü i Æ wymagają blanka, ponieważ w 2010 r. te litery były odpowiednio tylko w jednym i trzech słowach: müsli i trzech formach słowa læstadianism. Liter Q i W nie ma na żadnej płytce, ponieważ istnieją tylko w wyrazach obcych.
Historia szwedzkiej wersji Scrabble zaczęła się w 1954 r. (Scrabble było znane wtedy pod nazwą Alfa-pet), kiedy firma Alga podległa grupie BRIO stworzyła nieco inny od współczesnego rozkład:
- 0 punktów: blank ×2
- 1 punkt: T ×9, A ×8, R ×8, S ×8, E ×7, N ×6, D ×5, I ×5, L ×5
- 2 punkty: O ×5, G ×3, K ×3, M ×3, H ×2
- 3 punkty: F ×2, V ×2, Ä ×2
- 4 punkty: U ×3, B ×2, P ×2, Å ×2, Ö ×2
- 7 punktów: J ×1, Y ×1
- 8 punktów: X ×1
- 10 punktów: C ×1

Litery Z nie było w rozkładzie, ponieważ była prawie całkowicie używana tylko w wyrazach obcych. Można było ją zagrać blankiem.
Między 1956 i 1961 rokiem twórcy gry wprowadzili poprawki do rozkładu liter, zmieniając liczbę płytek dla B, E, N, O, P, S i U. Wartość C zmniejszono do 5 punktów, a wartość X zwiększono do 10:
- 0 punktów: blank ×2
- 1 punkt: E ×10, N ×9, T ×9, A ×8, R ×8, S ×6, D ×5, I ×5, L ×5
- 2 punkty: O ×4, G ×3, K ×3, M ×3, H ×2
- 3 punkty: F ×2, V ×2, Ä ×2
- 4 punkty: U ×2, Å ×2, Ö ×2, B ×1, P ×1
- 5 punktów: C ×1
- 7 punktów: J ×1, Y ×1
- 10 punktów: X ×1

Około 1961 r. z nazwy gry usunięto dywiz, a przywrócono rozkład sprzed 1954 r. Później usunięto z rozkładu jedno T, a dodano jedno Z za 8 punktów.
W 2002 r. wprowadzono szwedzką wersję Scrabble z obecnym rozkładem, tzn. do dziś pozostał bez zmian.

## Turecki
Wersja turecka ma 100 płytek:
- 0 punktów: blank ×2
- 1 punkt: A ×12, E ×8, İ ×7, K ×7, L ×7, R ×6, N ×5, T ×5
- 2 punkty: I ×4, M ×4, O ×3, S ×3, U ×3
- 3 punkty: B ×2, D ×2, Y ×2, Ü ×2
- 4 punkty: C ×2, Ş ×2, Z ×2, Ç ×2
- 5 punktów: H ×1, P ×1, G ×1
- 7 punktów: F ×1, V ×1, Ö ×1
- 8 punktów: Ğ ×1
- 10 punktów: J ×1

Ponieważ Â, Î i Û są wariantami liter, są grane jako A, İ i U. Liter Q, W i X się nie używa w języku tureckim, a więc ich nie ma w zestawie.

## Ukraiński
Wersja ukraińska ma 102 płytki:
- 0 punktów: blank ×2
- 1 punkt: О ×9, А ×8, И ×6, Н ×6, В ×5, Е ×5, І ×5, Т ×5
- 2 punkty: К ×4, Р ×4, С ×4
- 3 punkty: Д ×3, Л ×3, М ×3, У ×3
- 4 punkty: П ×3, З ×2, Я ×2, Ь ×2
- 5 punktów: Б ×2, Г ×2, Ч ×2, Х ×1
- 8 punktów: Є ×1, Ї ×1, Й ×1, Ж ×1, Ц ×1,  Ш ×1, Ю ×1
- 10 punktów: Ґ ×1, Ф ×1, Щ ×1, ‍'‍ ×1

Apostrof też jest w rozkładzie liter, choć nie jest to litera w ukraińskim alfabecie.

## Walijski
Wersja walijska ma 105 płytek:
- 0 punktów: blank ×2
- 1 punkt: A ×10, E ×8, N ×8, I ×7, R ×7, Y ×7, D ×6, O ×6, W ×5, DD ×4
- 2 punkty: F ×3, G ×3, L ×3, U ×3
- 3 punkty: S ×3, B ×2, M ×2, T ×2
- 4 punkty: C ×2, FF ×2, H ×2, TH ×2
- 5 punktów: CH ×1, LL ×1, P ×1
- 8 punktów: J ×1
- 10 punktów: NG ×1, RH ×1

Digrafów nie można zagrać dwiema płytkami. Liter K, Q, V, X i Z brakuje, ponieważ w języku walijskim są nieużywane. Digrafu PH też nie ma, ponieważ występuje prawie tylko w słowach, w których początkowa spółgłoska została zmieniona, a reguły gry zabraniają układania takich słów.

## Węgierski
Wersja węgierska ma 100 płytek:
- 0 punktów: blank ×2
- 1 punkt: A ×6, E ×6, K ×6, T ×5, Á ×4, L ×4, N ×4, R ×4, I ×3, M ×3, O ×3, S ×3
- 2 punkty: B ×3, D ×3, G ×3, Ó ×3
- 3 punkty: É ×3, H ×2, SZ ×2, V ×2
- 4 punkty: F ×2, GY ×2, J ×2, Ö ×2, P ×2, U ×2, Ü ×2, Z ×2
- 5 punktów: C ×1, Í ×1, NY ×1
- 7 punktów: CS ×1, Ő ×1, Ú ×1, Ű ×1
- 8 punktów: LY ×1, ZS ×1
- 10 punktów: TY ×1

DZ i DZS, które są dość rzadkie w języku węgierskim, nie mają płytek, ani też Q, W, X i Y (poza digrafami GY, LY, NY i TY). Q, W, X i Y są możliwe do reprezentowania blankami, jednak DZ i DZS nie są.

## Włoski
Wersja włoska ma 120 płytek:
- 0 punktów: blank ×2
- 1 punkt: O ×15, A ×14, I ×12, E ×11
- 2 punkty: C ×6, R ×6, S ×6, T ×6
- 3 punkty: L ×5, M ×5, N ×5, U ×5
- 5 punktów: B ×3, D ×3, F ×3, P ×3, V ×3
- 8 punktów: G ×2, H ×2, Z ×2
- 10 punktów: Q ×1

J, K, W, X i Y nie są na żadnej płytce, ponieważ w języku włoskim się używa tych liter tylko w wyrazach obcych, lub, w przypadku J, w niektórych dialektach języka włoskiego. Blank może zastępować takie litery.